# Anchiale
Nella mitologia greca  Anchiale era il nome di una delle ninfe.

## Il mito
Anchiale, ninfa dell'isola di Creta, secondo una versione del mito raccontata da Apollonio Rodio, avendo stretto nelle proprie mani la terra di Oasso, nella grotta di Ditte, aveva creato i Dattili. Secondo altre tradizioni i Dattili erano stati creati da Rea, in numero di dieci come il numero delle dita da cui prendono nome.

### Pareri secondari
Secondo altre versioni del mito, Anchiale avrebbe generato Oasse, fondatore della città di Oasso, dal divino Apollo.

### Fonti
- Apollonio Rodio, Libro I, 1128-1130
- Diodoro Siculo, Libro V, 64

### Moderna
- Robert Graves, I miti greci, Milano, Longanesi, ISBN 88-304-0923-5.
- Anna Ferrari, Dizionario di mitologia, Litopres, UTET, 2006, ISBN 88-02-07481-X.